# Catharina Sour
Catharina Sour é uma cerveja de trigo leve e refrescante, reconhecida pelo Beer Judge Certification Program (BJCP) em julho de 2018 como o primeiro estilo de cerveja brasileiro, com uma acidez láctica limpa, equilibrada por uma adição de frutas frescas. O baixo amargor, o corpo leve, o teor moderado de álcool e a carbonatação moderadamente alta permitem que o sabor e o aroma da fruta sejam o foco principal da cerveja. A fruta é frequentemente, mas nem sempre, de natureza tropical.